# Treilles
Treilles település Franciaországban, Aude megyében. Lakosainak száma 263 fő (2022. január 1.). Treilles Caves, Feuilla és Fitou községekkel határos.

## Népesség
A település népessége az elmúlt években az alábbi módon változott:
| Lakosok száma | 137  | 108  | 135  | 178  | 244  | 246  | 247  | 255  | 255  | 263  |
|               | 1968 | 1982 | 1990 | 2006 | 2013 | 2015 | 2017 | 2019 | 2020 | 2022 |